# یواس‌اس فرانکلین (۱۸۶۴)
یواس‌اس فرانکلین (۱۸۶۴) (به انگلیسی: USS Franklin (1864)) یک کشتی بود که طول آن ۲۶۵ فوت (۸۱ متر) بود. این کشتی در سال ۱۸۶۴ ساخته شد.